# Zbrodnia we Władysławówce (powiat włodzimierski)
Zbrodnia we Władysławówce – zbrodnia dokonana 29 sierpnia 1943 roku przez partyzantów Ukraińskiej Powstańczej Armii oraz chłopów ukraińskich na polskich mieszkańcach kolonii Władysławówka, położonej w powiecie włodzimierskim województwa wołyńskiego, podczas rzezi wołyńskiej. 
We Władysławówce mieszkało 40 polskich rodzin oraz kilka ukraińskich. W lipcu 1943 roku po doniesieniach o napadach na polskie wsie Polacy z Władysławówki i sąsiedniego Augustowa podjęli próbę ucieczki do Włodzimierza Wołyńskiego. Kolumna wozów z uchodźcami została zatrzymana przez Ukraińców we wsi Chorostów i po zabiciu dwóch osób, zawrócona.
Według świadectw zgromadzonych przez Władysława i Ewę Siemaszków 29 sierpnia 1943 roku Władysławówkę opanowało około 50 partyzantów UPA. Oddziałowi UP-owców towarzyszyła duża grupa ok. 150 osób, prawdopodobnie z okolicznych wsi ukraińskich. Upowcy przy użyciu broni palnej sterroryzowali ludność polską, zabijając kilka osób. Następnie na dany przez nich znak, tłum chłopów ukraińskich przystąpił do mordowania Polaków za pomocą narzędzi gospodarskich. W ten sposób zabito około 160 osób. Przez pomyłkę pobito także Ukraińców mieszkających w kolonii. Następnie domy Polaków zostały splądrowane, przy czym doszło do bójek między rabusiami o zabierane mienie.